# Vika酸素発生器
VikaまたはTGKは、宇宙飛行用の酸素生成システム。これは、SFOGまたは固体燃料酸素発生器で化学酸素発生器の一種。引退したミール宇宙ステーションと国際宇宙ステーションで使用されている。もともとはロスコスモスによってミールのエレクトロン酸素システムを補うために開発された。「キャンドル」としても知られるVikaモジュールには、約1リットルの過塩素酸リチウムが含まれており、1人に24時間酸素を供給することができる。
ISSでの使用に採用された後、NASAの名前はSFOGであったが、ロシア語の頭字語TGKを使用することもある。

## ミールのVika

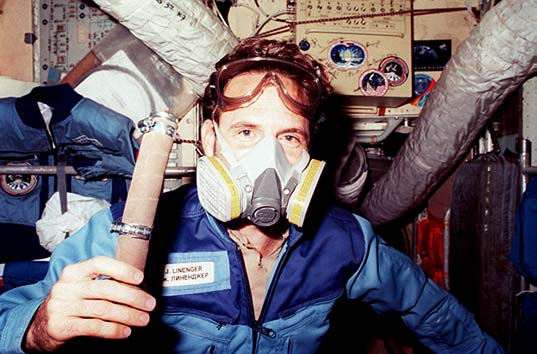
ジェリー・リネンジャー宇宙飛行士は、SFOGの火災からミールに乗って1997年に火災が発生した後、呼吸マスクを着用した。

Vikaは、3人以上が搭乗していたときにミールで使用された。Vikaは機能するためにキャニスターの供給を必要とし、それは宇宙に飛ばされなければなりません。1997年に、プログレスM-34で他の貨物と一緒に60台のキャニスターをミールに輸送した。VikaとElektronが機能しなくなった場合、ステーションはボトル入った酸素の限られた供給に頼らなけらばならない。
1997年2月、ミールのクバント1モジュールで、Vika化学酸素発生器が故障し発火した。ミール宇宙ステーションモジュールの1つに火花を散らし、トーチのような溶融金属のジェットを噴出した。約14分間燃焼して、ドッキングされたソユーズ宇宙船への脱出ルートをブロックした。消火器を使って鎮火し、乗組員は被害を受けなかった。火災により装置が破壊されたため、事故の明確な原因は特定されていない。組み立て中に着用したゴム手袋の破片がキャニスターを汚染した可能性が疑われている 。この事件にもかかわらず、NASAはそれがまだ利用可能な最高の酸素補給システムであると判断し、次のISSでその使用を支持した。米国とロシアは、新しい宇宙ステーションで使用する前に、システムの安全性を向上させるために協力した。

## ISSのVika
ISSとミールの両方で使用されているエレクトロンシステムのバックアップは、Vika固体燃料酸素発生器（SFOG）であり、交換可能なカートリッジが含まれている。 - 過塩素酸リチウムをベースにした酸素放出混合物の3つの部分からなるブロックを備えた薄肉鋼管。2つの部分は化学混合物の錠剤であり、3番目の部分はフラッシュイグナイターを備えたイグナイタータブレット。デバイスがアクティブになると、イグナイターは撃針で打たれる。1つのカートリッジは600リットル (160 US gal)の酸素を放出し、450–500 °C (842–932 °F)で5〜20分間の燃焼する。酸素は冷却され、ほこりや臭いを取り除くためにろ過され、宇宙ステーションの大気中に放出される。